# Emili Vilalta i Vila
Emili Vilalta i Vila (* 13. September 1867 in Barcelona; † Januar 1930 (vor dem 10. Januar) ebenda) war ein katalanischer Komponist, Pianist und Musikpädagoge. Er wird der Katalanischen Pianistenschule zugerechnet.

## Leben und Werk
Vilalta studierte bei Anselm Barba, Carles Vidiella sowie Harmonielehre bei Enric Morera in Barcelona. Er wurde Schüler von Isaac Albéniz und führte mit diesem gemeinsam Werke für zwei Klaviere im Barceloneser Café Colón auf. Albéniz widmete ihm sein Werk Sous le palmier, danse espagnole.
Vilalta widmete sich vor allem dem Musikunterricht. Herausragende Schüler waren seine Söhne Alexandre Vilalta i Faura, der später Pianist wurde, und der spätere Geiger Emili Vilalta i Faura (1904–1974).
Als Komponist hatte er einige Sardanas und Instrumentalmusik geschaffen.